# 12.º Troféu HQ Mix
O 12º Troféu HQ Mix, referente aos lançamentos de quadrinhos de 1999, teve seu resultado divulgado em julho de 2000. A premiação ocorreu em 26 de setembro, no Theatro São Pedro, em São Paulo. Pela primeira vez, o prêmio teve o apoio da Secretaria de Cultura do Estado de São Paulo. O troféu (que homenageia um autor diferente a cada ano) representava o personagem Horácio, de Mauricio de Sousa, e foi confeccionado pelo artista plástico Wilson Iguti. O prêmio foi apresentado por Serginho Groisman.

## Prêmios
| Categoria                    | Vencedor |
| Adaptação para outro veículo | Will Eisner - profissão cartunista (documentário de Marisa Furtado)                                                                           |
| Álbum de aventura            | Adeus, chamigo brasileiro - uma história da Guerra do Paraguai (André Toral / editora Companhia das Letras)                                   |
| Álbum de clássico            | Gen - Pés Descalços - Uma História de Hiroshima (Keiji Nakazawa / editora Conrad)                                                             |
| Álbum de ficção              | O dobro de cinco (Lourenço Mutarelli / editora Devir)                                                                                         |
| Álbum de figurinhas          | Pokémon |
| Álbum de humor               | Níquel Náusea - os ratos também choram (Fernando Gonsales / editora Bookmakers)                                                               |
| Álbum infantil               | A turma do Xaxado (Antonio Cedraz / independente)                                                                                             |
| Caricaturista                | Dalcio |
| Cartunista                   | Santiago |
| Chargista                    | Angeli |
| Colorista                    | Alexandre Jubran |
| Desenhista estrangeiro       | Jeff Smith |
| Desenhista nacional          | Lourenço Mutarelli |
| Desenhista revelação         | Fábio Moon e Gabriel Bá |
| Desenho animado (curta)      | Deus É Pai (Allan Sieber) |
| Desenho animado (longa)      | Toy Story 2 (John Lasseter, diretor) |
| Desenho animado para TV      | O Laboratório de Dexter (Genndy Tartakovsky)                                                                                                  |
| Edição especial              | Super-Homem - paz na Terra (Alex Ross e Paul Dini / editora Abril Jovem)                                                                      |
| Editora do ano               | Via Lettera |
| Empresa de licenciamento     | ITC |
| Exposição                    | Amostra Angeli, o Matador (Festival Internacional de Quadrinhos / Belo Horizonte)                                                             |
| Fanzine                      | 10 Pãezinhos (Fábio Moon e Gabriel Bá) |
| Grande contribuição          | Vídeo dos 30 anos de O Pasquim |
| Grande mestre                | Getúlio Delfin |
| Graphic novel estrangeira    | Tex - o homem de Atlanta (Tex Gigante nº 1) (Claudio Nizzi e Jordi Bernet / editora Mythos)                                                   |
| Graphic novel nacional       | A estranha turma do Zé do Caixão (Alexandre Montandon e Alexandre Dias / editora Brainstore)                                                  |
| Homenagem especial           | Sonia Luyten |
| Ilustrador                   | Garutti |
| Livro de caricaturas         | Sem perder a linha (Fausto / editora Diário Popular)                                                                                          |
| Livro de cartuns             | A vida por uma linha (Samuca) |
| Livro de charges             | Falando sério (Fred / editora da UFPB) |
| Livro de ilustração          | Arquivo em imagens (série Última Hora) (editora Impresa Oficial)                                                                              |
| Livro infantil               | Boneco maluco e outras brincadeiras (Elias José e Guazzelli / editora Projeto)                                                                |
| Livro teórico                | História (nem sempre) bem-humorada de Pernambuco - 140 caricaturas do século XIX - volume 1 (Graça Ataíde e Rosário Andrade / editora Bagaço) |
| Minissérie estrangeira       | Ken Parker - onde morrem os titãs (Giancarlo Berardi e Ivo Milazzo / editora CLUQ)                                                            |
| Personagem de licenciamento  | Pokémon |
| Personagem destaque          | Piratas do Tietê |
| Ponto de vendas              | Devir Livraria (São Paulo) |
| Produto de licenciamento     | Mini-cards Pokémon, da Elma Chips |
| Projeto editorial            | Comic book - o novo quadrinho americano (vários autores / editora Conrad)                                                                     |
| Projeto gráfico              | Graffiti 76% Quadrinhos (vários autores / independente)                                                                                       |
| Revista de aventura e ficção | Quebra-Queixo (Marcelo Campos / editora Brainstore)                                                                                           |
| Revista de humor             | Bundas (vários autores) |
| Revista de terror            | Manticore Especial (Gian Danton, Antonio Eder, José Aguiar, Luciano Lagares, Márcio Freire / editora Monalisa)                                |
| Revista independente         | Jane Mastodonte (Flávio Luís) |
| Revista infantil             | Chico Bento (vários autores / editora Globo)                                                                                                  |
| Revista mix                  | Graffiti 76% Quadrinhos (vários autores / independente)                                                                                       |
| Revista seriada              | Spawn (Todd McFarlane / editora Abril Jovem)                                                                                                  |
| Revista sobre quadrinhos     | Herói (editora Conrad) |
| Roteirista estrangeiro       | David Laphan |
| Roteirista nacional          | André Toral |
| Salão e festival             | 1º Festival Internacional de Humor e Quadrinhos de Pernambuco (Recife)                                                                        |
| Site de quadrinhos           | Cybercomix (vários autores - www.cybercomix.com.br - fora do ar)                                                                              |
| Site sobre quadrinhos        | Planet Comics (www.planetcomics.cjb.net - fora do ar)                                                                                         |
| Tira estrangeira             | Snoopy (Charles Schulz) |
| Tira nacional                | Aline (Adão Iturrusgarai) |
| Toys (boneco de heróis)      | Linha Star Wars |
| Valorização da HQ            | CLUQ |